# ウクライナの世界遺産
 ウクライナの世界遺産 （ウクライナのせかいいさん）は、ユネスコの世界遺産に登録されているウクライナ国内の文化・自然遺産の一覧。

## 一覧
| №        | 世界遺産登録名                                                               | 登録年                             | 写真 |
| 文化遺産 |                                                                              |                                    |      |
| 1        | キーウの聖ソフィア大聖堂と関連する修道院群及びキーウ・ペチェールシク大修道院 | 1990年                             |      |
| 1.1      | 聖ソフィア大聖堂                                                             | 1990年                             |      |
| 1.2      | キーウ・ペチェールシク大修道院                                               | 1990年                             |      |
| 2        | リヴィウ歴史地区                                                             | 1998年                             |      |
| 3        | シュトルーヴェの測地弧                                                       | 2005年                             |      |
| 4        | ブコヴィナ・ダルマチア府主教の邸宅                                           | 2011年                             |      |
| 5        | ケルソネソス・タウリケの古代都市とその農業領域                               | 2013年                             |      |
| 6        | ポーランドとウクライナのカルパティア地方の木造教会群                         | 2013年                             |      |
| 7        | オデーサ歴史地区                                                             | 2023年                             |      |
| 自然遺産 |                                                                              |                                    |      |
| 1        | カルパティア山脈のブナ原生林とドイツのブナ古林群                             | 2007年、2011年・2017年・2021年拡大 |      |